# جين سميث
جين سميث (بالإنجليزية: Gene Smith)‏ هو لاعب كرة قدم أمريكية أمريكي، ولد في 31 ديسمبر 1963 في ويلارد في الولايات المتحدة.